# 亨利县 (艾奥瓦州)
亨利縣（英語：Henry County）是美國愛荷華州東南部的一個縣。面積1,131平方公里。根據美國2000年人口普查，共有人口20,336人。縣治芒特普萊森特（Paris）。
成立於1836年12月7日，縣政府成立於1837年1月13日。縣名紀念代表威斯康辛州的參議員亨利·道奇（Henry Dodge）。